# Tecticeps serratus
Tecticeps serratus là một loài chân đều trong họ Tecticipitidae. Loài này được Gurjanova miêu tả khoa học năm 1935.